# Hartmuth Behrens
Hartmuth Behrens (3 marzo 1951) è un ex schermidore tedesco, vincitore di una medaglia d'argento ai campionati mondiali di scherma.